# Porte Viru

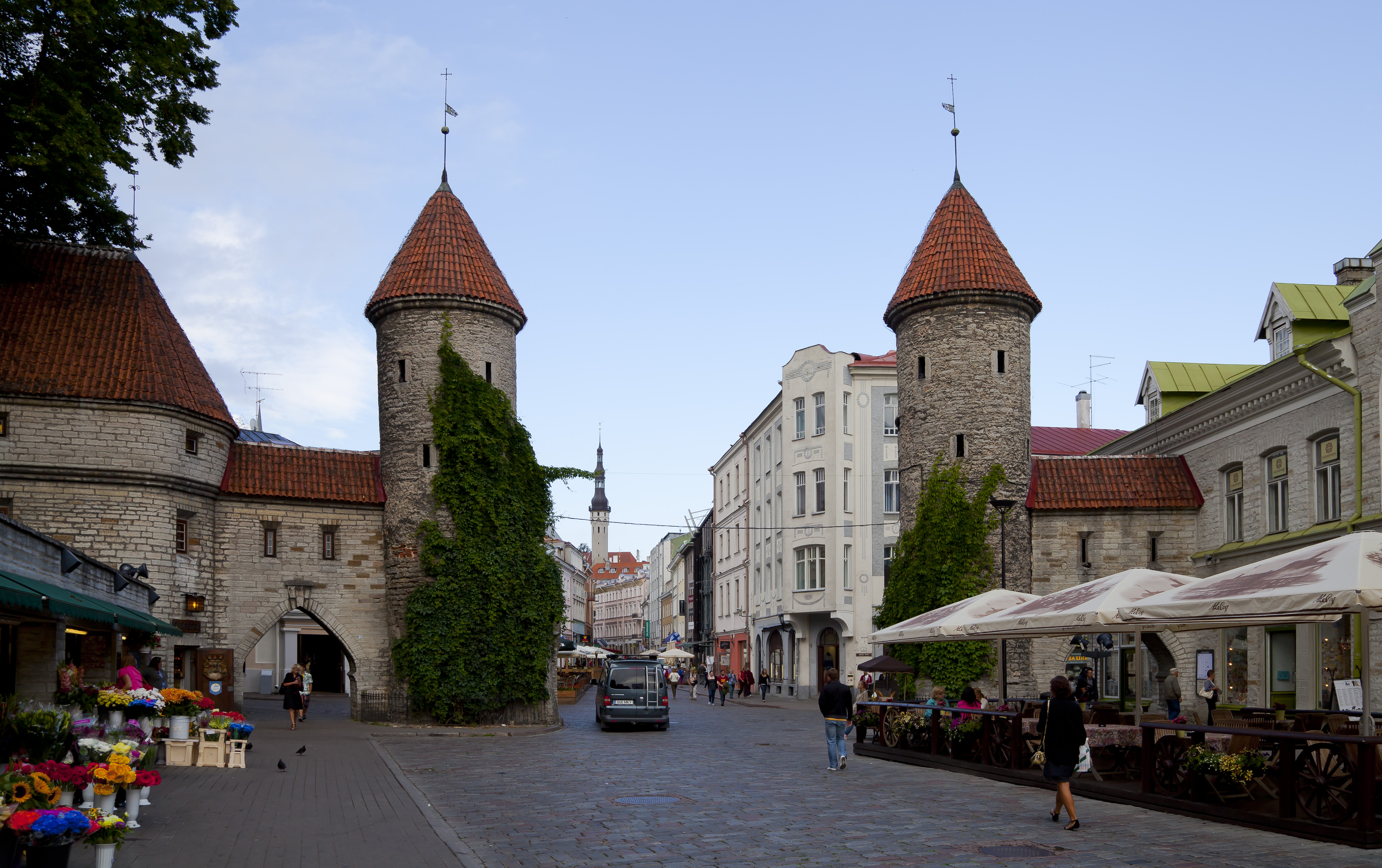
Porte Viru, vue de l'est

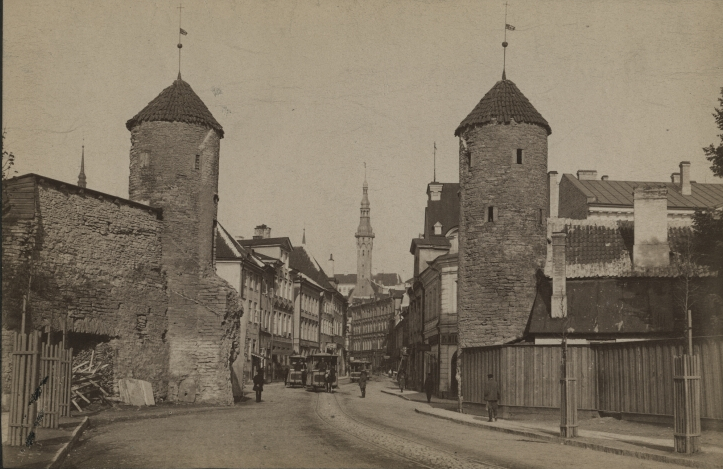
Porte Viru en 1888

La Porte Viru (en estonien : Viru värav) est une porte des fortifications de Tallinn, la capitale estonienne.

## Architecture et histoire
Elle a été mentionnée pour la première fois à partir de 1362. Le nom remonte aux carrières d'argile (Viru) dans cette zone devant le mur de la ville à cette époque. En 1454 le système de porte a reçu une porte d'entrée. Un moulin à eau fortifié était situé entre la porte principale et la porte d'entrée. Après que la porte ait perdu sa fonction militaire, la tour principale de cinq étages a été démolie en 1843. En 1888, la porte actuelle a été démolie. Les tours latérales de la porte d'entrée, conçues comme des tours rondes, ont été conservées.

## Littérature
- Thorsten Altheide, Heli Rahkema : CityTrip Tallinn (= série CityTrip). 4., retravailler. et complètement mis à jour. Éd. Reise Know-How Verlag Peter Rump, Bielefeld 2016  (ISBN 978-3-8317-2815-2), page 15.
- Valeri Sepp, Tallinn History of an Unusual City, Felistella, Estonie 2013  (ISBN 978-9949-9264-8-0), page 53.